# White Mountains (New Hampshire)
De White Mountains (het Witte Gebergte) is een bergketen die een kwart van de staat New Hampshire in de Verenigde Staten bedekt, en zich uitstrekt tot de staat Maine. De keten maakt deel uit van de Appalachen.
Mount Washington is met 1917 meter de hoogste berg in de White Mountains. Deze berg ligt in een deel van het gebergte dat de Presidential Range heet, omdat de bergen er genoemd zijn naar Amerikaanse presidenten.
De White Mountains bestaan uit lichtgekleurd graniet, en worden gekenmerkt door afgeronde toppen en diepe U-vormige dalen, die "notches" worden genoemd. Een groot deel van de White Mountains liggen in een nationaal natuurgebied, het White Mountains National Forest.
Omdat de White Mountains niet ver van de steden New York en Boston liggen, trekt het gebied veel toeristen. Er zijn verscheidene skigebieden, zoals Attitash, Black Mountain, Loon Mountain, Mount Cranmore, Waterville Valley en Wildcat Mountain. In de herfst bezoeken veel toeristen de White Mountains om er de herfstkleuren te bewonderen.